# Lijst van Brusselse ministers van Plaatselijke Besturen
Dit is een lijst van ministers van Plaatselijke Besturen in de Brusselse Hoofdstedelijke Regering.

## Lijst
| Nr. | Minister | Minister                         | Partij | Partij | Begin            | Einde            | Regering(en)          | Bevoegdheid                             |
| --- | -------- | -------------------------------- | ------ | ------ | ---------------- | ---------------- | --------------------- | --------------------------------------- |
| 1   |          | Charles Picqué (1948)            |        | PS     | 12 juli 1989     | 14 juli 1999     | Picqué I, II          | Plaatselijke Besturen/ Gemeenten        |
| S   |          | Éric Tomas (1948)                |        | PS     | 23 juni 1995     | 14 juli 1999     | Picqué II             | Coördinatie van het Gemeentebeleid      |
| 2   |          | Jacques Simonet (1963-2007)      |        | PRL    | 14 juli 1999     | 18 oktober 2000  | Simonet I             | Lokale Bevoegdheden                     |
| 3   |          | François-Xavier de Donnea (1941) |        | PRL    | 18 oktober 2000  | 6 juni 2003      | de Donnea             | Lokale Overheden                        |
| 4   |          | Daniel Ducarme (1954-2010)       |        | MR     | 6 juni 2003      | 18 februari 2004 | Ducarme               | Lokale Overheden                        |
| (2) |          | Jacques Simonet (1963-2007)      |        | MR     | 18 februari 2004 | 19 juli 2004     | Simonet II            | Lokale Overheden                        |
| (1) |          | Charles Picqué (1948)            |        | PS     | 19 juli 2004     | 7 mei 2013       | Picqué III, Picqué IV | Lokale Overheden/ Plaatselijke Besturen |
| 5   |          | Rudi Vervoort (1958)             |        | PS     | 7 mei 2013       | 18 juli 2019     | Vervoort I, II        | Plaatselijke Besturen                   |
| 6   |          | Bernard Clerfayt (1961)          |        | DéFI   | 18 juli 2019     | heden            | Vervoort III          | Plaatselijke Besturen                   |